# 希雷高地
希雷高地是非洲東南部國家馬拉維的高原，位於該國南部希雷河以東，海拔高度2,000至4,000英尺，是該國的主要農業地區，農產品有茶葉、木材和穀物，布蘭太爾位於該地區。